# بيتر دوسن (لاعب غولف)
بيتر دوسن (بالإنجليزية: Peter Dawson)‏ هو لاعب غولف بريطاني، ولد في 9 مايو 1950 في دونكاستر في المملكة المتحدة.

## وصلات خارجية
- بيتر داوسون على موقع رابطة أوروبا للاعبي الغولف المحترفين (الإنجليزية)